# Sil Milder
Sil Milder (Arnhem, 12 december 2004) is een Nederlands profvoetballer die doorgaans als keeper speelt. In 2025 verruilde hij Vitesse voor TOP Oss.

## Carrière

### SML Arnhem
Milder komt uit de jeugdopleiding van SML. Hij stapt in 2021 over naar de jeugdopleiding van Vitesse.

### Vitesse
In 2021 stapt Milder over naar Vitesse, waarbij hij in seizoen 2021/2022 speelt voor Vitesse Onder 18. Na dit seizoen wordt hij overgezet naar Vitesse Onder 21. In het seizoen 2024/2025 maakt hij deel uit van het eerste elftal. Een wedstrijd in het eerste elftal speelde Milder niet. Op 1 juli 2025 vertrekt Milder transfervrij naar TOP Oss.

### Top Oss
Op 20 juni 2025 brengt Top Oss naar buiten dat Milder een verbintenis ondertekent heeft tot 30 juni 2026.

## Statistieken

### Jeugd- & Beloftenstatistieken
| Seizoen | Club             | Competitie            | Competitie | Competitie | Beker | Beker | Overig | Overig | Totaal | Totaal |
| Seizoen | Club             | Competitie            | Wed.       | Dlp.       | Wed.  | Dlp.  | Dlp.   | Dlp.   | Wed.   | Dlp.   |
| ------- | ---------------- | --------------------- | ---------- | ---------- | ----- | ----- | ------ | ------ | ------ | ------ |
| 2021/22 | Vitesse onder 18 | A-Junioren Eredivisie | 1          | 0          | 0     | 0     | 0      | 0      | 1      | 0      |
| 2022/23 | Vitesse onder 21 | Onder 21 competitie   | 4          | 0          | 0     | 0     | 0      | 0      | 4      | 0      |
| 2023/24 | Vitesse onder 21 | Onder 21 competitie   | 9          | 0          | 0     | 0     | 0      | 0      | 9      | 0      |
| 2024/25 | Vitesse onder 21 | Onder 21 competitie   | 7          | 0          | 0     | 0     | 0      | 0      | 7      | 0      |
| Totaal  | Totaal           | Totaal                | 21         | 0          | 0     | 0     | 0      | 0      | 21     | 0      |

Bijgewerkt t/m 11 juli 2025.

### Senioren
| Seizoen | Club    | Competitie              | Competitie | Competitie | Beker | Beker | Overig | Overig | Totaal | Totaal |
| Seizoen | Club    | Competitie              | Wed.       | Dlp.       | Wed.  | Dlp.  | Dlp.   | Dlp.   | Wed.   | Dlp.   |
| ------- | ------- | ----------------------- | ---------- | ---------- | ----- | ----- | ------ | ------ | ------ | ------ |
| 2024/25 | Vitesse | Keuken Kampioen Divisie | 0          | 0          | 0     | 0     | 0      | 0      | 0      | 0      |
| 2025/26 | TOP Oss | Keuken Kampioen Divisie | 0          | 0          | 0     | 0     | 0      | 0      | 0      | 0      |
| Totaal  | Totaal  | Totaal                  | 0          | 0          | 0     | 0     | 0      | 0      | 0      | 0      |

Bijgewerkt t/m 11 juli 2025.